# سوتلق
سوتلق، روستایی از توابع بخش قلقل‌رود شهرستان تویسرکان در استان همدان ایران است.

## مردم
اکثر مردم این روستا لر هستند و به زبان لری سخن می گویند.

## جمعیت
این روستا در دهستان قلقل‌رود قرار دارد و براساس سرشماری مرکز آمار ایران در سال ۱۳۹۵، جمعیت آن ۶۳۷ نفر (۲۱۳ خانوار) بوده‌است.